# Cine Diamante
El Cinema Diamante es trobava al Carrer de la Riera d'Horta, 44, de Barcelona i, juntament amb el cinemes Astor i Virrey, completava l'oferta cinematogràfica del barri de Santa Eulàlia de Barcelona. Disposava d'un aforament de 910 butaques en una platea sense amfiteatre (altres fonts donen 736 butaques) i fou inaugurat el 26 de gener de 1963 amb la projecció de Els quatre genets de l'apocalipsi, i inicialment es posicionà com a sala de cinema de barri, amb un programa doble de reestrenes cinematogràfiques.
En un principi, la gestió de la sala fou a càrrec d'Ana Ibáñez Beltran, que n'havia estat la promotora i que era també la propietària dels cinemes Mahón i Iberia. A partir de l'1 de desembre de 1975 l'empresa CINESA n'assumí la gestió, moment a partir del qual les estrenes cinematogràfiques començaren a arribar abans al barri.
A partir de 1981 passà a ser un cinema d'estrena i, a més d'incorporar les darreres novetats com la trilogia de La guerra de les galàxies, aprofità la popularitat de les pel·lícules de classificació S per garantir l'afluència d'espectadors.
La sala continuà en actiu fins al 30 de juny de 1984, quan va tancar les portes com a sala de visionat amb la projecció de la pel·lícula La boum 2 (estrenada amb el títol 15 años recién cumplidos), de Claude Pinoteau. Posteriorment, passà uns anys tancada fins que el local fou reconvertit en supermercat. Actualment al local hi ha supermercat de la cadena Condis.